# Apple Books
Apple Books, anteriormente iBooks, é um aplicativo distribuído pela Apple Inc.. Foi anunciado junto com o iPad em 27 de janeiro de 2010, e foi lançado para o iPhone e iPod Touch em meados de 2010, como parte da atualização do iOS 4. Naquele momento, foi descrito pela Apple como estando disponível apenas nos Estados Unidos. Informações sobre o produto lançado em março de 2010 continuaram a indicar que o iBooks só estaria disponível nos EUA. No entanto, foi dado anunciou que o aplicativo estaria disponível no Reino Unido, Austrália, Canadá, França, Alemanha, Itália, Japão, Espanha e Suíça, em 28 de maio de 2010, mesmo dia em que o iPad foi lançado nesses países.
O Apple Books não está disponível para iPhone 2G e iPod touch de primeira geração, pois o iOS da versão 4.0 em diante não suportam esses modelos.
Ele recebe principalmente arquivos no formato ePub, conteúdo da iBookstore, mas os usuários também podem adicionar seus próprios arquivos ePub e PDF via a sincronização de dados com o iTunes. Além disso, PDFs podem ser baixadas para o Apple Books através do navegador Safari. Ele também é capaz de exibir e-books que incorporam multimídia. De acordo com a informações do de produto a partir de março de 2010, o iBooks será capaz de ler o conteúdo de qualquer página (para o usuário) utilizando o VoiceOver.
O iBooks foi renomeado para Apple Books junto com o lançamento do iOS 12 e do macOS Mojave em setembro de 2018.

## História
O iBooks foi anunciado junto com o iPad numa conferência de imprensa em janeiro de 2010. Mas foi lançado nos Estados Unidos três dias antes do iPad com o lançamento do iTunes 9.1. Isto foi, supostamente para evitar muito tráfego em servidores da Apple Inc., já que têm sobrecarregado com versões anteriores do iPhone.
Em 8 de abril de 2010, a Apple anunciou que o iBooks seria atualizado para suportar o iPhone e iPod Touch com o iOS 4. Como resultado, o iBooks não seria compatível com a primeira geração de iPhones e iPods Touch.
Em 8 de junho de 2010 na WWDC Keynote, foi anunciado que o iBooks seria atualizado para ler arquivos PDF, bem como ter a capacidade de anota PDFs e e-Books.
A partir de 1 de julho, a Apple expandiu a disponibilidade do iBooks para o Canadá, mas não há nenhuma palavra sobre futuras expansões.
Após a liberação para dispositivos mais antigos que rodam iOS 4, como o iPhone 3GS e iPod Touch, o iBooks recebeu críticas por seu desempenho lento. No entanto, a atualização 19 de julho ofereceu várias melhorias.
Durante o evento de lançamento do iPhone OS 4, a Apple anunciou que pretendia trazer o iBooks e a iBookstore para o Brasil assim que o novo sistema operacional estivesse disponível.

### Histórico de versões
- 1.0 - 2 de abril de 2010
  - Versão de lançamento.

- 1.0.1 - 26 de maio de 2010
  - Algumas correções de bugs para melhorar o desempenho.

- 1.1.1 - 19 de julho de 2010
  - Se você der um duplo clique em uma imagem em um livro você pode vê-la ampliada.
  - Você pode ler livros que incluem áudio e vídeo.
  - Melhorias na leitura de documentos em PDF.
  - Adicionada a capacidade de olhar para a definição de palavras em inglês em livros sem uma linguagem específica.
  - Corrigido o problema que não permitia o download de alguns livros.
  - Correção de vários bugs encontrados em versões anteriores e estabilidade melhorada.

- 1.1.2 - 23 de julho de 2010
  - Corrige um pequeno bug encontrado durante a atualização para a versão 1.1.1.

## Recursos
Os usuários do aplicativo são capazes de alterar o texto e tamanho da fonte exibida. fontes disponíveis são Baskerville, Cochin, Palatino, Times New Roman e Verdana.
Os usuários podem ajustar o brilho da tela de dentro do aplicativo.
As palavras podem ser selecionadas e pesquisadas ao longo do livro.
Páginas são viradas, tocando ou arrastando a página.
Cada cópia de Apple Books recebe uma cópia gratuita do livro Winnie-the-Pooh, a fim de iniciar a biblioteca do usuário. Embora o livro seja original de 1926 por A.A. Milne, ele relacionado com a Disney, que é parcialmente refletido no fato de que a o CEO da Apple Inc. Steve Jobs pertence a administração da The Walt Disney Company.

## iBookstore
A iBookstore é um loja on-line onde você pode comprar livros para o Apple Books. Virando a prateleira do Apple Books pode ser acessada diretamente a iBookstore onde há livros para o Apple Books.
Antes do lançamento do iPad, várias editoras se comprometeram-se a produzir conteúdo para o a iBookstore. Atualmente na iBookstore existem mais de 30.000 livros livres fornecidos pelo Projeto Gutenberg.

## Limitações
Quando os arquivos ePub forem lidos com outro software, as anotações feitas no Apple Books não serão mostradas.